# Australiobates vietsi
Australiobates vietsi är en kvalsterart som beskrevs av Cook 1983. Australiobates vietsi ingår i släktet Australiobates och familjen Hygrobatidae. Inga underarter finns listade.